# 中国科学院大学生命科学学院
中国科学院大学生命科学学院是2012年中国科学院大学与中国科学院生物物理研究所联合组建成立的学院，其前身为1978年成立的中国科学院研究生院生物系。

## 主要专业
- 生物学与药学两个一级学科，植物学、动物学、生理学、水生生物学、微生物学、神经生物学、遗传学、发育生物学、细胞生物学、生物化学与分子生物学、生物物理学、生态学、药物化学、药剂学、生药学、药物分析学、微生物与生化药学、药理学等18个二级学科

## 历任院长
1. 第一任　2012年至2014年　院长：陈竺
2. 第二任　2014年至今　院长：康乐